# De bello Hispaniensi
Sobre la guerra de Hispania (en latín, De bello Hispaniensi) es un libro que forma parte del corpus cesariano. Se dijo que lo escribió Julio César pero actualmente esta autoría es muy discutida. Detalla las campañas de César en la península ibérica.